# شچوچین
شچوچین (به لاتین: Szczuczyn) یک شهر در لهستان است که در گمینا شچوچن واقع شده‌است. سوزوچین ۱۳٫۲۳ کیلومتر مربع مساحت و ۳٬۵۶۴ نفر جمعیت دارد.